# Verdensarvssteder i Kroatien
Listen Verdensarvssteder i Kroatien omfatter De Forenede Nationers Uddannelses-, Videnskabelige og Kulturelle Organisations (UNESCO) verdensarvssteder i Kroatien. Det er steder af betydning for kultur- eller naturarv som beskrevet i UNESCOs verdensarvskonvention, etableret i 1972. Efter sin uafhængighedserklæring fra Jugoslavien den 25. juni 1991 overtog Kroatien konventionen den 6. juli 1992.
I øjeblikket er der ti steder indskrevet på listen og 15 websteder på den foreløbige (tentative) liste. De første tre steder, Splits historiske kompleks med Diocletians palads, Dubrovnik og Nationalparken Plitvicesøerne, blev optaget på listen ved den 3. UNESCO-session i 1979. Yderligere steder blev tilføjet i 1997, 2000, 2008, 2016 og 2017. I alt er der otte kultur- og to naturområder, som bestemt af organisationens udvælgelseskriterier. Tre af stederne er delt med andre lande.
Under den kroatiske uafhængighedskrig, efter Jugoslaviens opløsning, fandt militære konfrontationer sted i Dubrovnik (Belejringen af Dubrovnik) og i Plitvice-søerne. Omfattende artilleriskader i Dubrovnik og landminer omkring Plitvice resulterede i, at de to steder blev opført som truede i 1991. Efter deres restaurering blev Plitvice og Dubrovnik fjernet fra listen over truede steder i henholdsvis 1997 og 1998. Selvom Kroatiens verdensarvssteder genererer et stort antal besøgende, dukker der nye trusler op på grund af de skadelige virkninger af ukontrolleret masseturisme.

## Verdensarvssteder
UNESCO udpeger steder efter ti kriterier; hvert post skal opfylde mindst et af kriterierne. Kriterier i til vi er kulturelle, og vii til x er naturrelaterede.
     * Transnational site
| Navn                                                                 | billede | Sted                                     | Udpeget år | UNESCO data                 | Beskrivelse |
| -------------------------------------------------------------------- | ------- | ---------------------------------------- | ---------- | --------------------------- | --- |
| Nationalparken Plitvicesøerne                                        |         | Plitvička Jezera                         | 1979       | 98; vii, viii, ix (natural) | I tidens løb har vand strømmet over den naturlige kalksten og kridt og skabt naturlige dæmninger, som igen har skabt en række søer, vandfald og grotter. De nærliggende skove er hjemsted for bjørne, ulve og mange sjældne fuglearter.. |
| Det historiske kompleks i Split med Diocletians palads               |         | Split                                    | 1979       | 97; ii, iii, iv (cultural)  | Paladset blev bygget af den romerske kejser Diocletian i begyndelsen af det fjerde århundrede e.Kr. og fungerede senere som grundlaget for byen Split. En katedral blev bygget i middelalderen inde i det gamle mausoleum sammen med kirker, fæstningsværker, gotiske paladser og renæssancepaladser. Barokstilen udgør resten af området.. |
| Dubrovniks gamle bydel                                               |         | Dubrovnik                                | 1979       | 95; i, iii, iv (cultural)   | Dubrovnik blev en velstående maritim republik i løbet af Middelalderen, den blev den eneste østlige adriatiske bystat, der kunne konkurrere med Venedig. Støttet af sin rigdom og et dygtigt diplomati opnåede byen en bemærkelsesværdig udvikling, især i det 15. og 16. århundrede. |
| Eufrasiusbasilikaens bispekompleks i det historiske centrum af Poreč |         | Poreč                                    | 1997       | 809; ii, iv (cultural)      | Bispekomplekset med sine slående mosaikker fra det 6. århundrede er et af de bedste eksempler på tidlig byzantinsk kunst og arkitektur i Middelhavsområdet og i verden. Det omfatter selve basilikaen, et sakristi, et baptisterium og klokketårnet fra det nærliggende ærkebispesæde. |
| Den historiske by Trogir                                             |         | Trogir                                   | 1997       | 810; ii, iv (cultural)      | Trogirs rige kultur blev skabt under indflydelse af gamle grækere, romere og venetianere. Det er det bedst bevarede romansk-gotiske kompleks, ikke kun i Adria, men i hele Centraleuropa. Trogirs middelalderlige kerne, omgivet af mure, består af en bevaret borg og tårn og en række boliger og paladser fra romansk, gotisk, renæssance og barok..                                                                                                 |
| Jakobskatedralen i Šibenik                                           |         | Šibenik                                  | 2000       | 963; i, ii, iv (cultural)   | Katedralen er en treskibet basilika med tre apsisser og en kuppel (32 m høj indvendigt) og er også et af de vigtigste renaissancearkitektoniske monumenter i det østlige Adriaterhav. |
| Stari Grad-sletten                                                   |         | Hvar                                     | 2008       | 1240; ii, iii, v (cultural) | Stari Grad-sletten er et landbrugslandskab, der blev anlagt af de gamle græske kolonister i det 4. århundrede f.Kr. og stadig er i brug i dag. Sletten er generelt stadig i sin oprindelige form. Det gamle inddeling er blevet bevaret ved omhyggelig vedligeholdelse af stenmurene gennem 24 århundreder. |
| Stećcis middelalderlige gravsten*                                    |         | Dubravka, Cista Velika                   | 2016       | 1504; iii, vi (cultural)    | Stećci (sing. stećak) eller de middelalderlige gravsten er de monolitiske stenmonumenter, der findes i regionerne i det nuværende Bosnien-Hercegovina, dele af Kroatien, Serbien og Montenegro. De dukkede først op i det 12. århundrede og nåede deres højdepunkt i det 14. og 15. århundrede. De findes to steder i Kroatien, i Dubravka og i Cista Velika.                                                                                          |
| Venetianske forsvarsværker mellem det 15. og 17. århundrede          |         | Zadar, Šibenik                           | 2017       | 1533; iii, iv (cultural)    | Dette verdensarvssted består af seks lokaliteter af forsvarsværker i Italien, Kroatien og Montenegro, som strækker sig over mere end 1.000 kilometer mellem Lombardiet i Italien og den østlige Adriaterhavskyst. Indførelsen af krudt førte til betydelige ændringer i militære teknikker og arkitektur. Kroatiske steder omfatter forsvarssystemet i Zadar og St. Nicholas Fort i Šibenik.                                                           |
| Gamle oprindelige bøgeskove i Karpaterne og andre regioner i Europa* |         | Paklenica, Nordlige Velebit Nationalpark | 2017       | 1133; ix (natural)          | Dette grænseoverskridende område (som deles med Albanien, Østrig, Belgien, Bulgarien, Tyskland, Italien, Polen, Rumænien, Slovakiet, Slovenien, Spanien og Ukraine) omfatter de isolerede refugier, hvorfra Europæisk bøg har spredt sig over hele kontinentet siden slutningen af den sidste istid. Denne succesfulde ekspansion hænger sammen med træets fleksibilitet og tolerance over for forskellige klimatiske, geografiske og fysiske forhold. |

## Foreløbig liste
Ud over de steder, der er optaget på verdensarvslisten, kan medlemslandene opretholde en liste over foreløbige steder, tentativlisten, som de kan overveje at nominere. Nomineringer til verdensarvslisten accepteres kun, hvis stedet tidligere har været opført på den foreløbige liste. Fra 2021 havde Kroatien femten steder på sin tentative liste.
| Navn | billede | Sted                                    | Opført år | UNESCO kriterier            | Beskrivelse |
| --- | ------- | --------------------------------------- | --------- | --------------------------- | --- |
| Zadar – Bispekomplekset |         | Zadar distrikt                          | 2005      | i, ii, iii, iv, vi (kultur) | Stedet omfatter den romanske Zadar Katedral, Sankt Donatuskirken fra det 9. århundrede, ærkebiskoppens palads og andre bygninger. Zadar var oprindeligt en liburnisk bosættelse og senere en romersk koloni, og byen har stadig bevaret sit romerske forum og gadeplan. |
| Historisk byplanlægning af Ston med Mali Ston, forbindelsesmure, Mali Ston-bugtens naturreservat, Stonsko Polje og saltbassinerne. |         | Dubrovnik-Neretva distrikt              | 2005      | i, iii, iv, v (kultur)      | Ston var et vigtigt fort i Republikken Ragusa. Området for denne kulturelle ejendom omfatter bymæssige ensembler, der er udviklet i overensstemmelse med jordens konfiguration og de bevarede dele af det enestående naturlige miljø.                                   |
| Historical-Town Planning Ensemble Tvrđa (Fort) in Osijek                                                                           |         | Osijek-Baranja distrikt                 | 2005      | i, iv, vi (kultur)          | Tvrđa, et Habsburgsk stjernefort, indeholder det bedst bevarede og største ensemble af barokbygninger i Kroatien og er blevet beskrevet som et unikt eksempel på et barokt militært, administrativt og kommercielt bycenter fra det 18. århundrede.                     |
| Varaždin – Den historiske kerne og den gamle bydel (slottet)                                                                       |         | Varaždin distrikt                       | 2005      | i, iii, iv, vi (kultur)     | Bykernen er et ensemble af middelalder-renæssance-barokbygninger. I en kort periode i det 18. århundrede var Varaždin Kroatiens hovedstad. |
| Borgen Veliki Tabor |         | Krapina-Zagorje distrikt                | 2005      | iv (kultur)                 | Slottet, der blev bygget i det 15. og 16. århundrede, kombinerer træk fra sengotisk- og renæssancearkitektur. |
| Lonjsko Polje Naturpark |         | Sisak-Moslavina distrikt                | 2005      | (blandet)                   | Det største beskyttede vådområde i Donau-bækkenet er et vigtigt levested for fugle og andre dyr. Store græsningsarealer er blevet bevaret til i dag for de oprindelige husdyrarter, der findes i denne region.                                                          |
| Velebitbjerget |         | Lika-Senj distrikt og Zadar distrikt    | 2005      | vii, viii, ix, x (natur)    | Det største bjergmassiv i Kroatien med en bred vifte af karstlandskabsformer. |
| Diocletians palads og den historiske kerne af Split (udvidelse)                                                                    |         | Split-Dalmatia distrikt                 | 2005      | i, ii, iii, iv, v (kultur)  | Udvidelse af det eksisterende verdensarvsområde til at omfatte flere steder, herunder Diocletians akvædukt. |
| Lubenice |         | Primorje-Gorski Kotar distrikt          | 2005      | v (kultur)                  | En landsby på et strategisk sted på øen Cres, beboet siden forhistorisk tid. |
| Primošten Vingårde | –       | Šibenik-Knin distrikt                   | 2007      | v, vi (kultur)              | Primošten-vinmarkerne repræsenterer en bevaret traditionel form for dyrkning af en særlig type middelhavsjord. |
| Blaca Eremitagen |         | Split-Dalmatia distrikt                 | 2007      | ii, v (kultur)              | Eremitagen blev etableret i det 16. århundrede af Glagolitiske munke. |
| Byen Motovun |         | Istria distrikt                         | 2007      | ii, iv (kultur)             | En middelalderby, der er udviklet fra et forhistorisk bjergfort, og som har bevaret sine middelalderlige karakteristika. |
| Den historiske by Korčula |         | Dubrovnik-Neretva distrikt              | 2007      | ii, iii, iv, v (kultur)     | En historisk befæstet by på den beskyttede østkyst af øen Korčula. |
| Kornati Nationalpark og Telašćica Naturpark                                                                                        |         | Šibenik-Knin distrikt og Zadar distrikt | 2007      | vii, viii, x (natur)        | En isoleret øgruppe med en bred vifte af karst-landskabsformer og et vigtigt beskyttet område for havets dyreliv. |
| Romerrigets grænser - Donau Limes (Kroatien)*                                                                                      |         | flere steder langs floden Donau         | 2020      | ii, iii, iv (kultur)        | Den kroatiske del af Donau Limes var sikret af forter og vagttårne, der var forbundet af militære veje. Der er 23 individuelle steder opført i denne nominering. |